# Старков, Анатолий Анатольевич
Анатолий Анатольевич Старков (15 марта 1973) — украинский футболист, полузащитник, тренер.

## Биография
Воспитанник киевского футбола. Взрослую карьеру начинал в украинских клубах, представлявших низшие профессиональные дивизионы и любительское первенство — «Нива» (Мироновка), «ЦСК ВСУ» (Киев), «Оболонь-Смена» (Киев), «Восход» (Славутич).
В середине 1990=х годов в течение полутора лет выступал в третьей лиге России за «Волгу» (Ульяновск) и «Торпедо» (Владимир).
В 1997 году перешёл в белорусский клуб «Шахтёр» (Солигорск), за который сыграл 9 матчей в высшей лиге Белоруссии.
В том же сезоне покинул «Шахтёр» и перешёл в другой белорусский клуб — «Гранит» (Микашевичи), играл за него более десяти лет и провёл около 250 матчей в первой и второй лигах Белоруссии. Победитель зонального турнира второй лиги (1998), серебряный призёр первой лиги (2007). Становился лучшим бомбардиром своего клуба в 1998 году (17 голов) и 2001 году (9 голов).
После окончания игровой карьеры некоторое время входил в тренерский штаб «Гранита», затем стал работать в Микашевичах детским тренером.